# Argyresthia goedartella
Argyresthia goedartella је врста инсекта из реда лептира (Lepidoptera), који припада породици Argyresthiidae.

## Опис
Овај ноћни лептир има распон крила од 10 до 13 мм изузетно јарке обојености предњих крила. Типична форма је са белим крилима на којима се налазе шаре металик златне боје у облику слова "Y". Осим ове постоји и форма лептира једнобојних златно-бакарних боја крила. Задња крила су сиве боје.

## Распрострањење и станиште
Ова врста насељава већи део Европе и Северне Америке. У Србији је бележена на високим планинама. Најчешће се налази у отвореним шумама, често поред потока и река.

## Биологија
Животним циклусом ова врста ноћног лептира је везана за брезу (Betula) и јову (Alnus glutinosa). Одрасле јединке су активне јуна до августа. Лептири су активни у сумрак и ноћу и често долазе на вештачко светло. Гусенице презимљавају у мушкој реси брзе или јове, а на пролеће након неколико стадијума завлаче се испод коре дрвета где се улуткавају. Одрасле јединке се најчешће хране нектаром биљке Tanacetum vulgare.

## Синоними
- Argyresthia divisella Dufrane, 1960
- Argyresthia goedartella subsp. literella (Haworth, 1828)
- Argyresthia literella (Haworth, 1828)
- Argyresthia uniformella Dufrane, 1960
- Oecophora goedartella (Linnaeus, 1758)
- Phalaena goedartella Linnaeus, 1758
- Tinea literella Haworth, 1828